# Schiffbau-Versuchsanlage (Dumbarton)

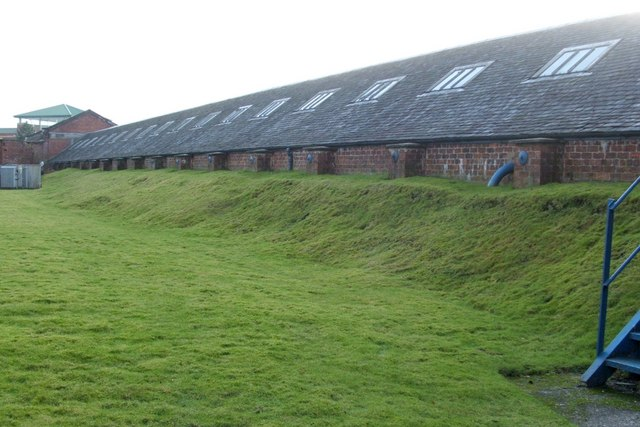
Schiffbau-Versuchsanlage von Dumbarton

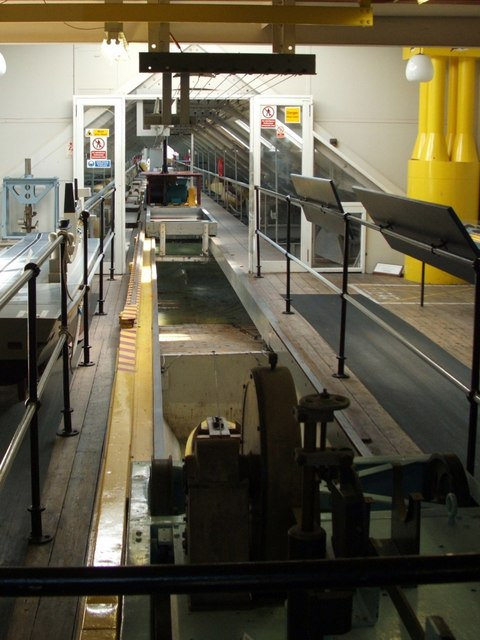
Blick über das Becken

Die Schiffbau-Versuchsanlage von Dumbarton ist eine ehemalige Forschungseinrichtung mit Strömungs- und Wellenkanal im schiffsingenieurstechnischen Bereich in der schottischen Stadt Dumbarton in der Council Area West Dunbartonshire. 1976 wurde das Bauwerk in die schottischen Denkmallisten in der höchsten Kategorie A aufgenommen.

## Geschichte
Die Leven-Werft William Denny and Brothers wurde 1857 in Dumbarton gegründet. Zwischen 1882 und 1883 wurde der Wellenkanal als erste kommerzielle Anlage dieser Art hinzugefügt. Die Arbeiten leitete E. R. Mumford mit Unterstützung des Architekten William Froude, der bereits eine ähnliche Anlage im englischen Torquay erbaut hatte, und des Ingenieurs J. McQuorn Rankine. Nach einem Brand im Jahre 1924 wurde die Anlage restauriert und um rund 16 Meter erweitert. Angeblich handelt es sich heute um den ältesten erhaltenen Wellenkanal der Welt. Heute ist die Anlage Teil eines Schiffbaumuseums.

## Beschreibung
Die Anlage liegt im Süden von Dumbarton unweit des Clyde-Ufers. Das Mauerwerk des langgezogenen Gebäudes besteht im Wesentlichen aus Backstein. Rechts befindet sich ein weites Portal mit Segmentbogen, durch welches das Bauwerk betreten wird. Zwei schlichte Blendpfeiler flankieren den Bereich. Der aus Beton gegossene Wellenkanal nimmt einen Großteil der Innenfläche ein. Er schließt mit einem Backsteinband ab. Die umgebenden Gehwege ruhen auf Stahlträgern und sind mit Teakholz ausgelegt. Zwischen Becken und Weg verlaufen die Schienen des Gleitschlittens. Im Süden schließt die in den 1920er Jahren hinzugefügte Verlängerung an, in der sich der Wellenerzeuger befindet. Das Gebäude schließt mit einem schiefergedeckten Satteldach mit zahlreichen Dachfenstern ab, welches jedoch nicht dem Originalzustand entspricht. Rechts grenzt ein modernes Verwaltungsgebäude an, auf das sich der Denkmalschutz nicht erstreckt.